# Contentpolis-Ampo
Contentpolis-Ampo is een voormalige Spaanse wielerploeg die bestond van 2006 tot 2009. De ploeg was een Professional Continental Team en kwam uit in de continentale circuits van de UCI. In 2009 kreeg de ploeg een wildcard voor de Ronde van Spanje 2009. De best geklasseerde renner werd Manuel Vázquez Hueso op een 15e plaats.  
De ploeg werd in 2006 opgericht onder de naam 'Grupo Nicolás Mateos' als filiaal van Saunier-Duval.

## Bekende oud-renners
- Manuel Calvente (2008)
- José Herrada (2008-2009)
- Beñat Intxausti (2007)
- Javier Moreno (2006)
- Adrián Palomares (2008-2009)
- Aitor Pérez (2009)
- Rafael Serrano (2008-2009)
- Eloy Teruel (2008-2009)
- Manuel Vázquez Hueso (2008-2009)

## Grote rondes
| Jaar | Ronde van Italië   | Ronde van Italië | Ronde van Frankrijk | Ronde van Frankrijk | Ronde van Spanje         | Ronde van Spanje |
| Jaar | hoogste klassering | etappewinst      | hoogste klassering  | etappewinst         | hoogste klassering       | etappewinst      |
| ---- | ------------------ | ---------------- | ------------------- | ------------------- | ------------------------ | ---------------- |
| 2009 | geen deelname      | geen deelname    | geen deelname       | geen deelname       | 15e Manuel Vázquez Hueso |                  |